# Електростальський міський округ
Електроста́льський міський округ (рос. Электростальский городской округ) — муніципальне утворення на північному сході Московської області Росії.
Адміністративний центр — місто Електросталь.

## Населення
Населення округу становить 165364 особи (2019; 162877 у 2010, 151346 у 2002).

## Історія
Міський округ був утворений 2006 року шляхом перетворення Електростальської міської адміністрації.
1 січня 2018 року до складу округу включена територія ліквідованого Стьопановського сільського поселення (83,92 км²) Ногінського району.

## Склад
| Населений пункт       | Населення, осіб (2002) | Населення, осіб (2010) |
| --------------------- | ---------------------- | ---------------------- |
| Бабеєво, присілок     | 94                     | 114                    |
| Всеволодово, присілок | 74                     | 2959                   |
| Електросталь, місто   | 146294                 | 155196                 |
| Єлизаветино, селище   | 1023                   | 930                    |
| Єсіно, присілок       | 338                    | 302                    |
| Іванісово, присілок   | 809                    | 865                    |
| Нові Дома, селище     | 1821                   | 1630                   |
| Пушкіно, присілок     | 63                     | 70                     |
| Случайний, селище     | 8                      | 1                      |
| Стьопаново, присілок  | 222                    | 138                    |
| Фрязево, селище       | 600                    | 672                    |